# Pavonia ×gledhillii
Espèce
Synonymes
- Pavonia intermedia Hort. (non St.Hil.)

Pavonia ×gledhillii est une espèce hybride de plantes à fleurs de la famille des mauves, les Malvacées.

## Étymologie
Le nom générique honore le botaniste espagnol José Antonio Pavón Jiménez (1754-1844). L'épithète gledhillii vient du Dr David Gledhill, conservateur en 1989, au Jardin Botanique de l'Université de Bristol.

## Description
Pavonia ×gledhillii est un hybride du XIXe siècle de Pavonia makoyana, E. Morrem  et Pavonia multiflora, A. Juss., souvent confondu, à tort, avec Pavonia multiflora.
Cet arbuste est intermédiaire entre les deux espèces d'origine dans presque tous ses aspects, il a de neuf à dix larges bractées et les marges des feuilles sont entières. Il peut atteindre deux mètres . Les fleurs, assez inhabituelles, sont pourpres-grises enserrées dans un calice rouge vif. La période de floraison est en fin d'été.

## Galerie

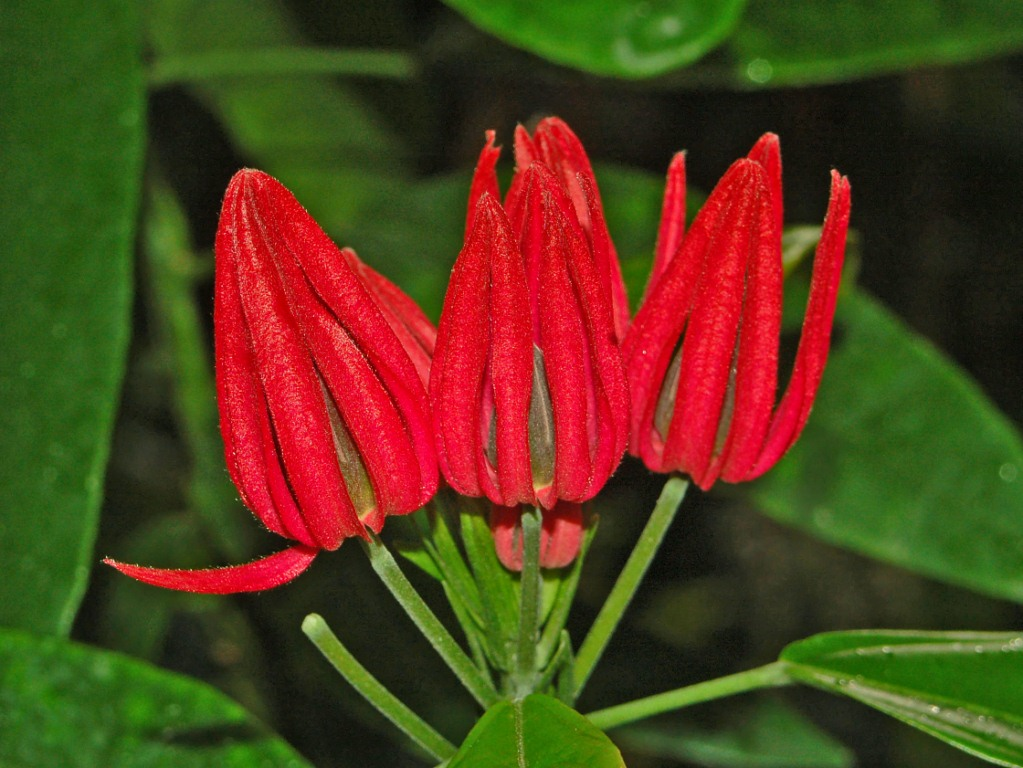
Fleurs de Pavonia ×gledhillii
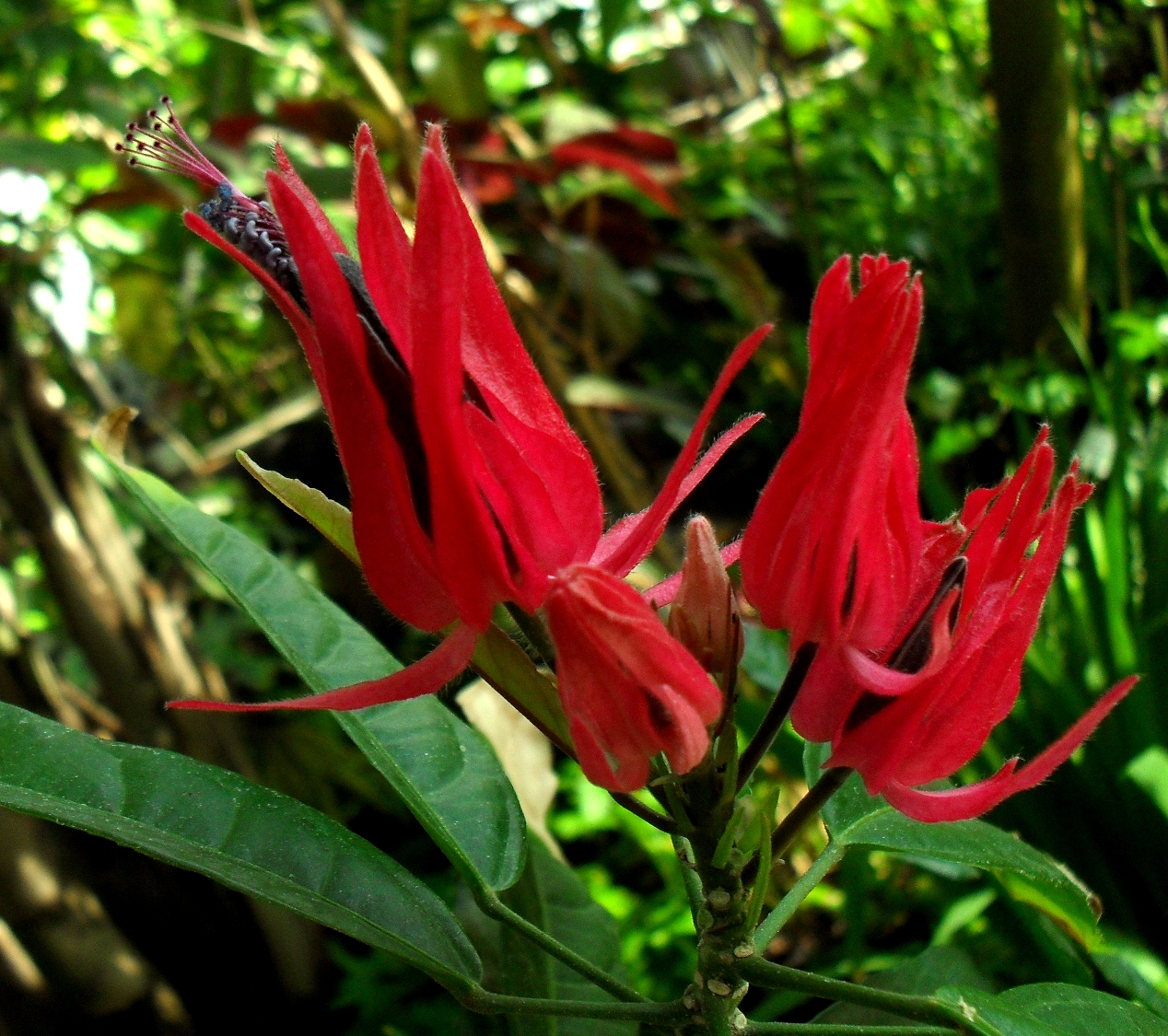
Fleurs
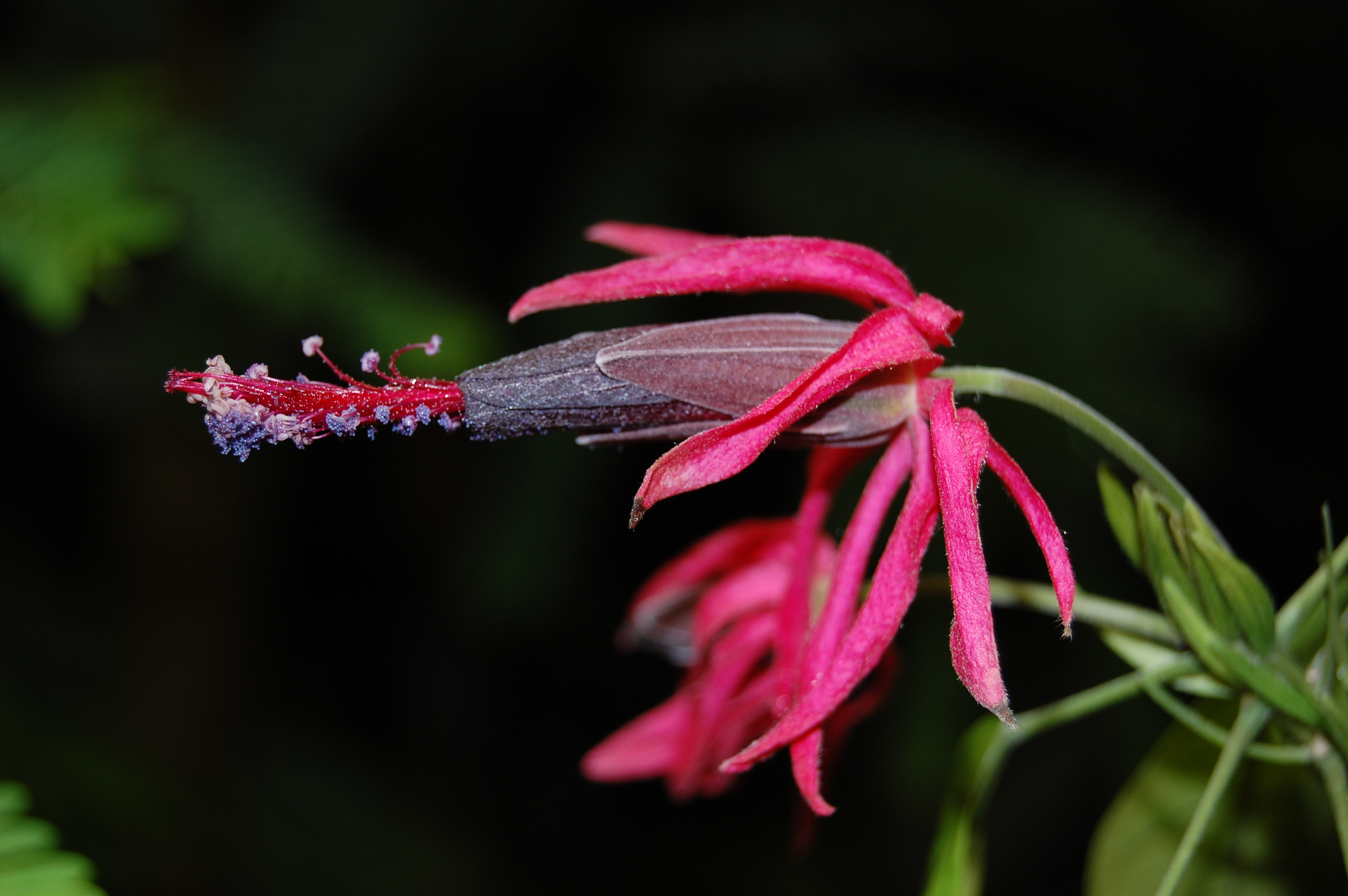
Gros plan sur la fleur
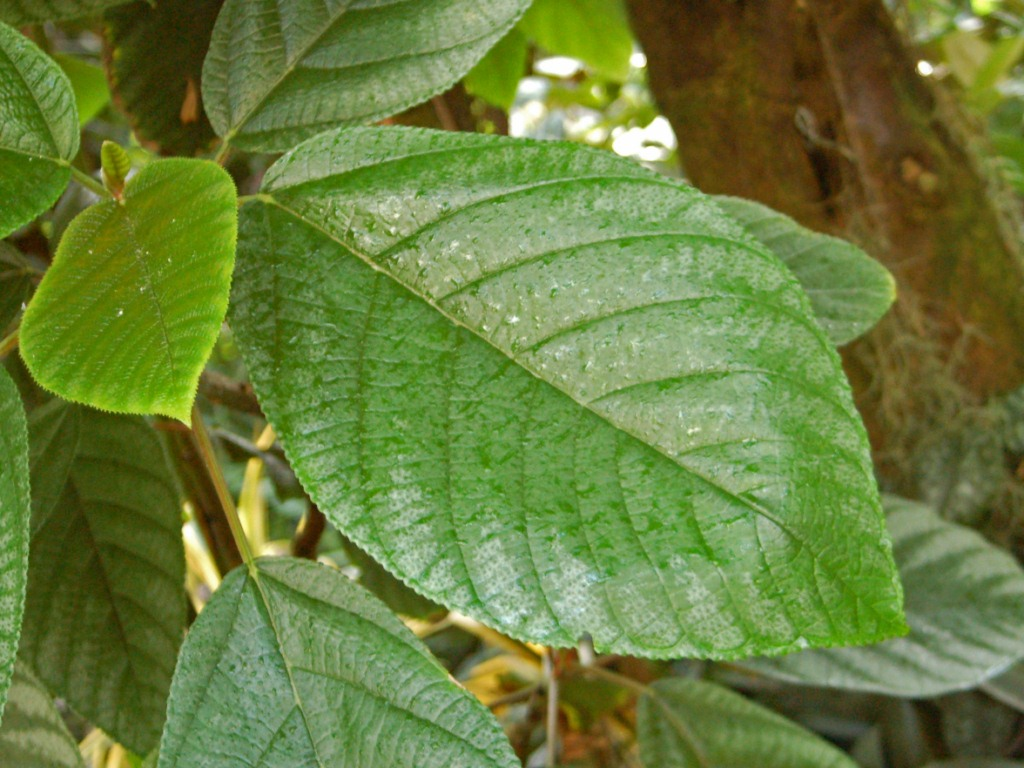
Feuilles
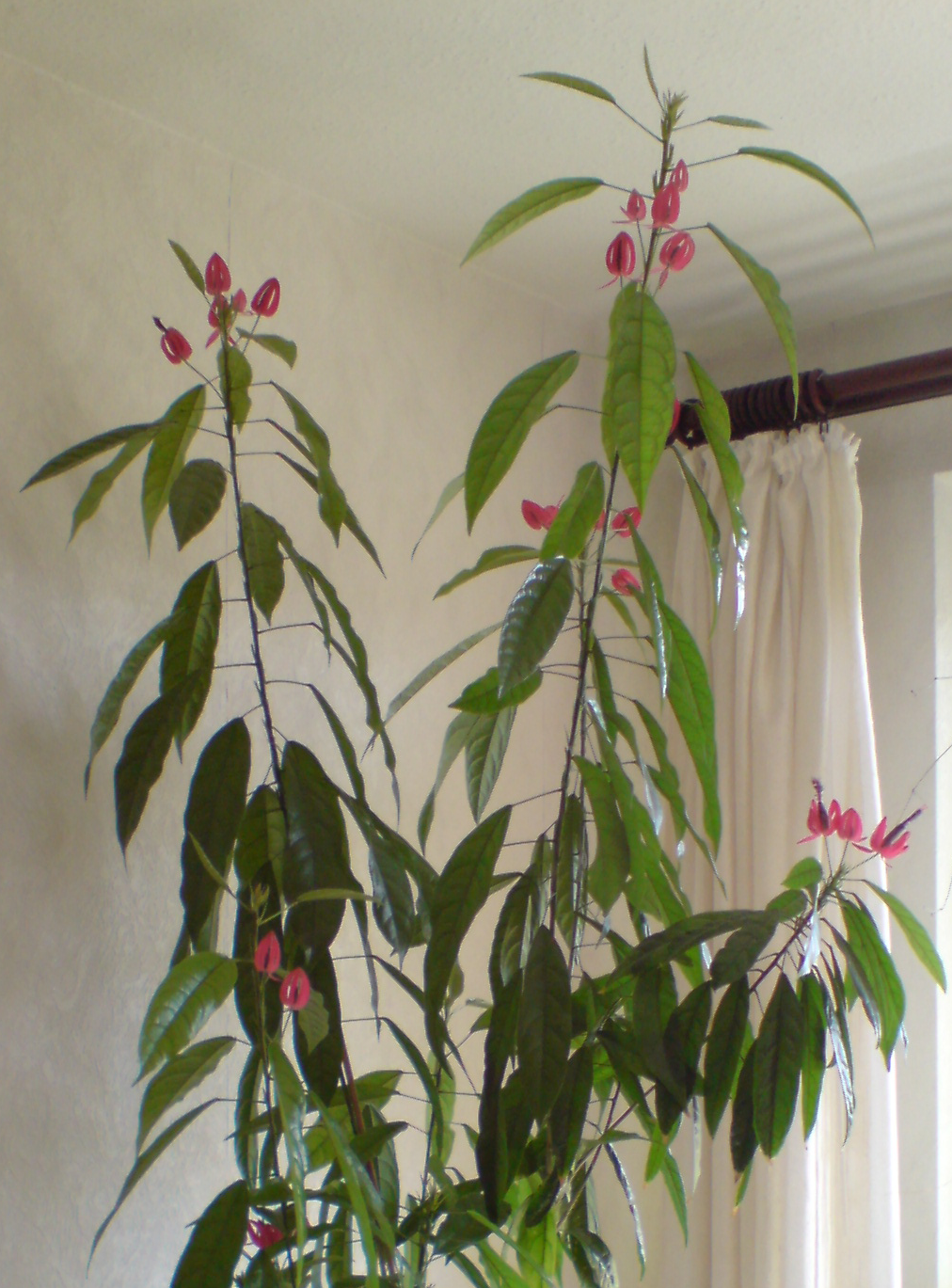
Pavonia ×gledhillii en tant que plante d'intérieur